# Сукиасян, Хачатур Альбертович
Хачату́р Альбертович Сукиасян (известен также под псевдонимом Грзо) (арм. Խաչատուր Սուքիասյան, 15 сентября 1961, Ереван) — армянский олигарх, предприниматель, государственный, политический и общественный деятель. Трижды избирался депутатом Национального Собрания Армении по мажоритарной системе, беспартийный. Один из основоположников Союза промышленников и предпринимателей Армении, член совета попечителей родного вуза. Основатель ООО «Сил Концерн».

## Биография
Xачатур Сукиасян родился в 1961 г. в Ереване. После окончания школы, с 1980—1985 гг., учился в Ереванском Политехническом институте (ЕрПи), на факультете вычислительной техники, получил квалификацию инженера-системотехника. В ходе учёбы руководил студенческими строительными бригадами и одновременно работал на полставки слесарем на заводе «Сириус», который являлся лидирующим заводом военно-промышленного комплекса Армении.
- 1985—1992 гг. — после окончания института, работал начальником участка на заводе «Сириус», далее — главой производства, а затем стал директором завода «Ван».
- 1992—1994 гг. — был начальником Главного управления внешних экономических связей министерства промышленности Армении и советником министра.
- 1994 г. — полностью посвятил себя семейному бизнесу, который был сформирован ещё в 1987 году, когда в Советском Союзе уже была разрешена деятельность кооперативов.
- 1996 г. — все производственные, строительные фирмы и объекты сферы обслуживания, принадлежащие семье Сукиасян, были объединены в ООО «Сил Концерн», председателем которого являлся Xачатур Сукиасян до 2005 года. Концерн обеспечивает рабочими местами около 8.000 человек.

Семье Сукиасян принадлежит контрольный пакет ОАО «АРМЭКОНОМБАНК», который является одним из ведущих банков Армении, акционером которого является также Европейский банк развития и реконструкции (EBRD), с 25+1 процентами акций.
Xачатур Сукиасян является также руководителем группы разработчиков/основателем компании inLOBBY GmbH, которая владеет онлайн платформой бронирования отелей inLOBBY.

## Политическая деятельность
- 1999 г. — он был избран депутатом Национального Собрания Армении, избирательный округ N12.
- 2003 г. — депутат НС РА, избирательный округ N15.
- 2007 г. — депутат НС РА, избирательный округ N10.

Во всех трех случаях эти округа охватывали центр Еревана.
Xачатур Сукиасян был членом постоянной комиссии по финансово-кредитным, бюджетным и экономическим вопросам, участвовал в работаx временной комиссии по вопросам интеграции в европейские структуры. 
Будучи депутатом Национального Собрания, принимал активное участие в создании многиx экономических законов, выступил с около 600 предложениями. Разработанные им законодательные инициативы и предложения были ориентированы на развитие предпринимательства, свободных и конкурентных экономическиx условий и упрощение налоговой системы. Законодательные инициативы: «О налоге на прибыль», «О налоге на доход», «Об упрощенном налоге», «О фиксированном платеже», «О банкаx и банковской деятельности», «О НДС» и т. д.
- 2005 г. — покинул пост почетного председателя ООО «СИЛ концерна», учитывая новые поправки Конституции Республики Армения, согласно которой депутат Национального Собрания Армении не может заниматься предпринимательской деятельностью.
- 2008 г. — Хачатур Сукиасян открыто выступил и поддержал на предстоящих президентских выборах кандидатуру первого президента Армении Левона Тер-Петросяна.
- 2008 г. с 20 февраля — армянская оппозиция, во главе с первым президентом Левоном Тер-Петросяном, проводила митинги недовольства результатами выборов президента Армении. 1 марта акции вылились в массовые беспорядки. Xачатура Сукиасяна лишили депутатской неприкосновенности и возбудили уголовное дело, которое впоследствии было закрыто.
- 2009 г. — Xачатур Сукиасян выступил с заявлением и подал в отставку, отказавшись от депутатского мандата.
- 2012 г. — вновь выдвинул свою кандидатуру на парламентских выборах, однако власти не зарегистрировали кандидатуру Xачатура Сукиасяна.